# Amphipteryx
Amphipteryx là một chi chuồn chuồn kim thuộc họ Amphipterygidae.

## Các loài
Chi có các loài sau:
- Amphipteryx agrioides Selys, 1853 - Montane Relict Damsel[2]
- Amphipteryx chiapensis González, 2010
- Amphipteryx meridionalis González, 2010
- Amphipteryx nataliae González, 2010